# Voșlăbeni
Voșlăbeni es una comuna ubicada en el distrito de Harghita, Rumania.

## Superficie
Cuenta con una superficie de 56,28 kilómetros cuadrados.

## Demografía
Hasta 2021 la población era de 1815 habitantes, con una densidad de población de 32,25 habitantes por kilómetro cuadrado.